# Sæby Vandmølle

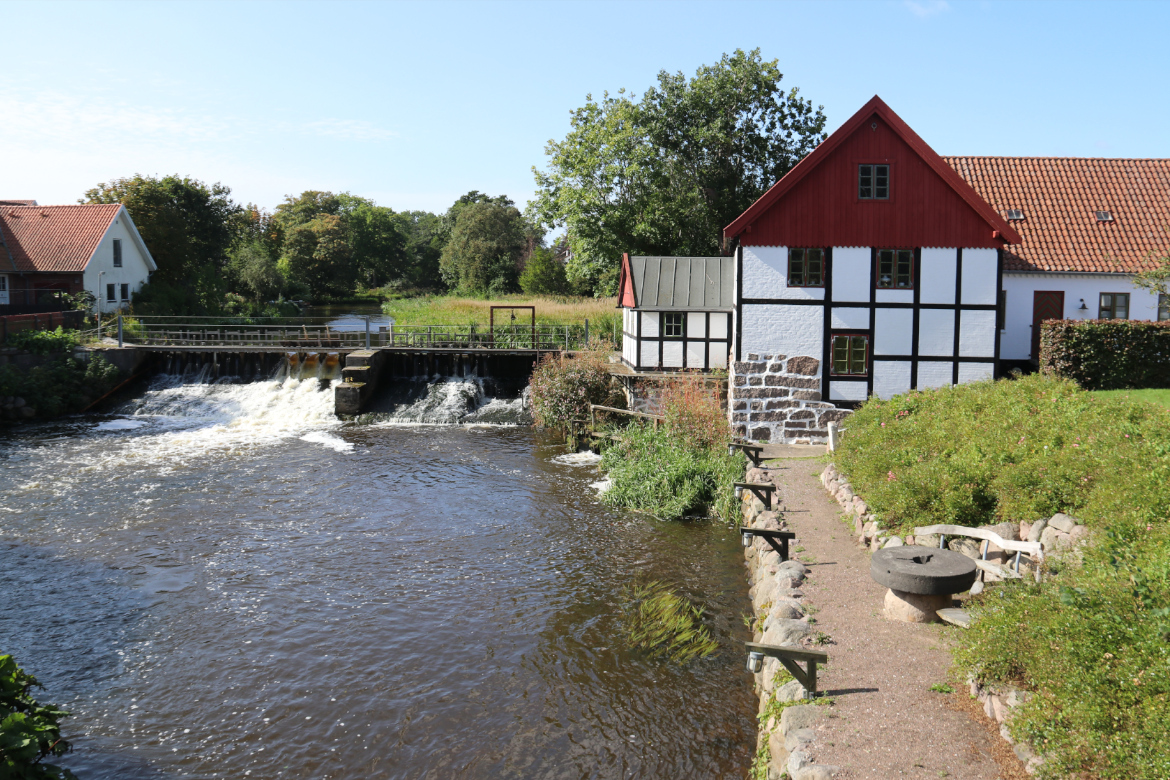
Sæby Vandmølle (2019)

Die Sæby Vandmølle (deutsch Wassermühle Sæby) wurde 1640 in der dänischen Stadt Sæby erbaut. Sie liegt am Sæby Å in der Stadtmitte in der Nähe der Mündung ins Kattegat.
Durch die EU-Wasserrahmenrichtlinie hat die Wassermühle ihre Bestimmung verloren. Die Turbine darf nicht mehr verwendet werden und das Flussbett ist umzugestalten.

## Geschichte
Bereits 1640 wurde in der Nähe der Mündung des Sæby Å in das Kattegat eine Wassermühle als Getreidemühle gebaut. Sie gehörte 1640–46 und erneut 1682–1703 dem König. 1698 war sie durch Sandverwehungen stark zerstört, so dass der Betrieb unrentabel wurde. Der Mühlenbetreiber Anders Oloffsen bot an, sie zu kaufen. 1702 waren Mühle und Brücke aufgrund von Eis und Strömung völlig unbrauchbar geworden, weshalb der König 1703 beschloss, beides auf einer Auktion zu verkaufen.
Die neue Besitzerin Elisabeth Bille von Gut Sæbygård baute 1710 die Mühle wieder auf und erhielt 1716 das Recht, von den Personen, die den Mühlendamm und die Brücke überquerten, Zoll zu erheben. Die Mühle gehörte bis 1747 zu Sæbygård. Der Mühlenbetrieb wurde um 1930 eingestellt.

## Technik
Die ehemalige Mühle bestand im Jahr 1710 aus der westlichen Langmühle, die über ein Mühlrad verfügte. Der südliche Anbau wurde um 1850 errichtet. 1921 wurden die dann vorhandenen beiden Wasserräder durch eine Francis-Turbine ersetzt, die bis 2003 Strom für das Anwesen produzierte.
Turbine und Generator sind gut erhalten, dürfen aber wegen der gesetzlichen Vorschriften nicht mehr verwendet werden.

## Bauweise
Das Gebäude besteht aus zwei Teilen mit einem roten Ziegeldach. Das westliche Langhaus hat zwei Fachwerkträger und ist in schwarz geteertem Fachwerk mit weiß gestrichenen Brettern und einer roten Bretterverkleidung an beiden Giebeldreiecken gebaut. Am Bach steht ein Turbinenhaus in Blockbauweise mit einem Blechdach. Das südliche Langhaus ist in Fachwerkbauweise mit weiß gestrichenen Grundmauern über einem schwarz geteerten Sockel errichtet und verfügt über ein nach Süden abgestuftes Backsteingesims. Nach Osten schließt ein Backsteinnebengebäude mit Flachdach an. Alle Fenster und Türen sind in Grün und Rot gestrichen.

## Kulturdenkmal
Sæby Vandmølle ist ein gut erhaltenes Beispiel einer ehemaligen Mühle. Der kulturhistorische Wert hängt mit dem ersten Mühlengebäude aus dem Jahr 1710 zusammen. Der architektonische Wert des Gebäudes umfasst das Gesamtvolumen, in dem das hohe Fundament des Mühlengebäudes selbst und das schwarze Fachwerk dominieren. Das Mühlenensemble ist seit 2. November 1979 als Kulturdenkmal anerkannt.

## Heutige Verwendung
Die Wassermühle dient als Ferienhaus.

## Umwelttechnische Umgestaltung
Um sicherzustellen, dass Fische unter Berücksichtigung der Flora und Fauna der Flussumgebung und der kulturhistorischen Bedeutung der Sæby Vandmølle und der umliegenden Gebäude in die Sæby Å gelangen können, wird der Bachlauf von der Kommune Frederikshavn umgestaltet.
Der vorgeschlagene Bau einer Fischtreppe entspricht nicht der Gesetzgebung und ist nicht genehmigungsfähig.
Nach einer 2023 beschlossenen Planung wird ein Teil des Wehrs entfernt und der Bachlauf mit Spundwänden geteilt. Ein Teil des Flusses wird zukünftig in Mäandern geführt. Der optische Charakter der Mühle soll erhalten bleiben. Daher werden etwa 100 Liter pro Sekunde Wasser zu dem verbleibenden Teil des Mühlenwehres geführt. Diese Gestaltung gewährleistet die stromauf- und stromabwärtige Passage für natürlich vorkommende Fisch- und Kleintierarten.